# Jan Verhas

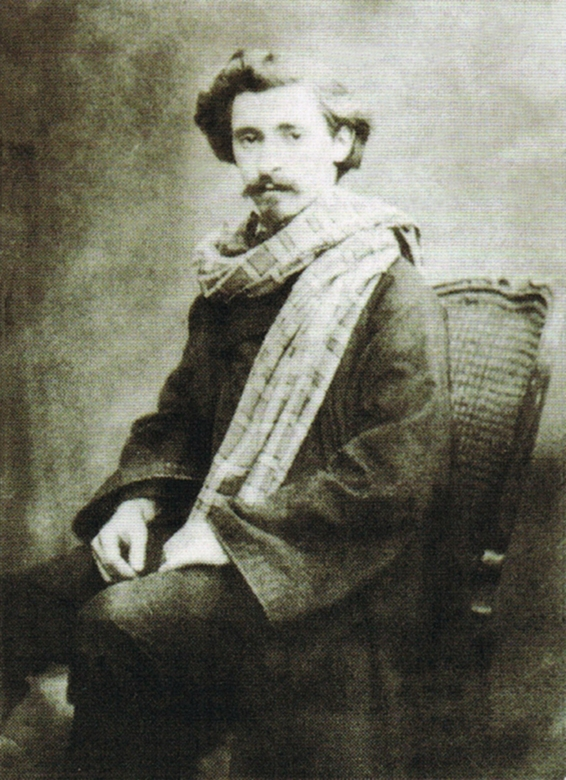
Jan Verhas

Jan Verhas (Dendermonde, 9 januari 1834 - Schaarbeek, 31 oktober 1896) was een Belgisch kunstschilder. Hij wordt beschouwd als de grondlegger van de Dendermondse School.
Hij was de jongere broer van de schilder Franz Verhas (1827-1897). Hij studeerde aan de academie van Dendermonde en Antwerpen. Hij behaalde de tweede prijs in de Prix de Rome in 1860 waardoor hij van de Belgische Staat een reis naar Venetië aangeboden kreeg.
Hij is bekend omwille van zijn schilderijen van landschappen, portretten (kinderen), marines. Hij was tevens een genreschilder. Te midden van grote evoluties in de Franse en Belgische schilderkunst bleef hij aandacht geven aan het realisme van het detail.
Hij woonde vier jaar in Binche waar hij in het huwelijk trad en verhuisde dan naar Brussel. Hij werd er bekend voor zijn portretten van kinderen van de Belgische bourgeoisie, in een academisch gevormde stijl gemengd met een natuurlijk gevoel. Hij was regelmatig te zien in de Salons van zijn tijd. Hij schilderde soms vrij grote composities, zoals "Op de golfbreker" (Stedelijke Musea, Dendermonde). Hij won een medaille tweede klas tijdens het Parijse salon in 1881 en een gouden medaille op de Wereldtentoonstelling in 1889.
Op oudere leeftijd verbleef hij veel in een villa op de zeedijk van Heist. Uit die periode stammen veel schilderijen van het strandleven, scènes in de duinen en verschillende marines. In 1881 werd hij benoemd tot Ridder in het Franse Legioen van Eer.
Werken van hem zijn te zien in het KMSKB, het Museum voor Schone Kunsten (Gent), het Koninklijk Museum voor Schone Kunsten (Antwerpen) en het stadhuis van Dendermonde, musea in Elsene en Luik, en het Sincfala Museum Knokke-Heist. 

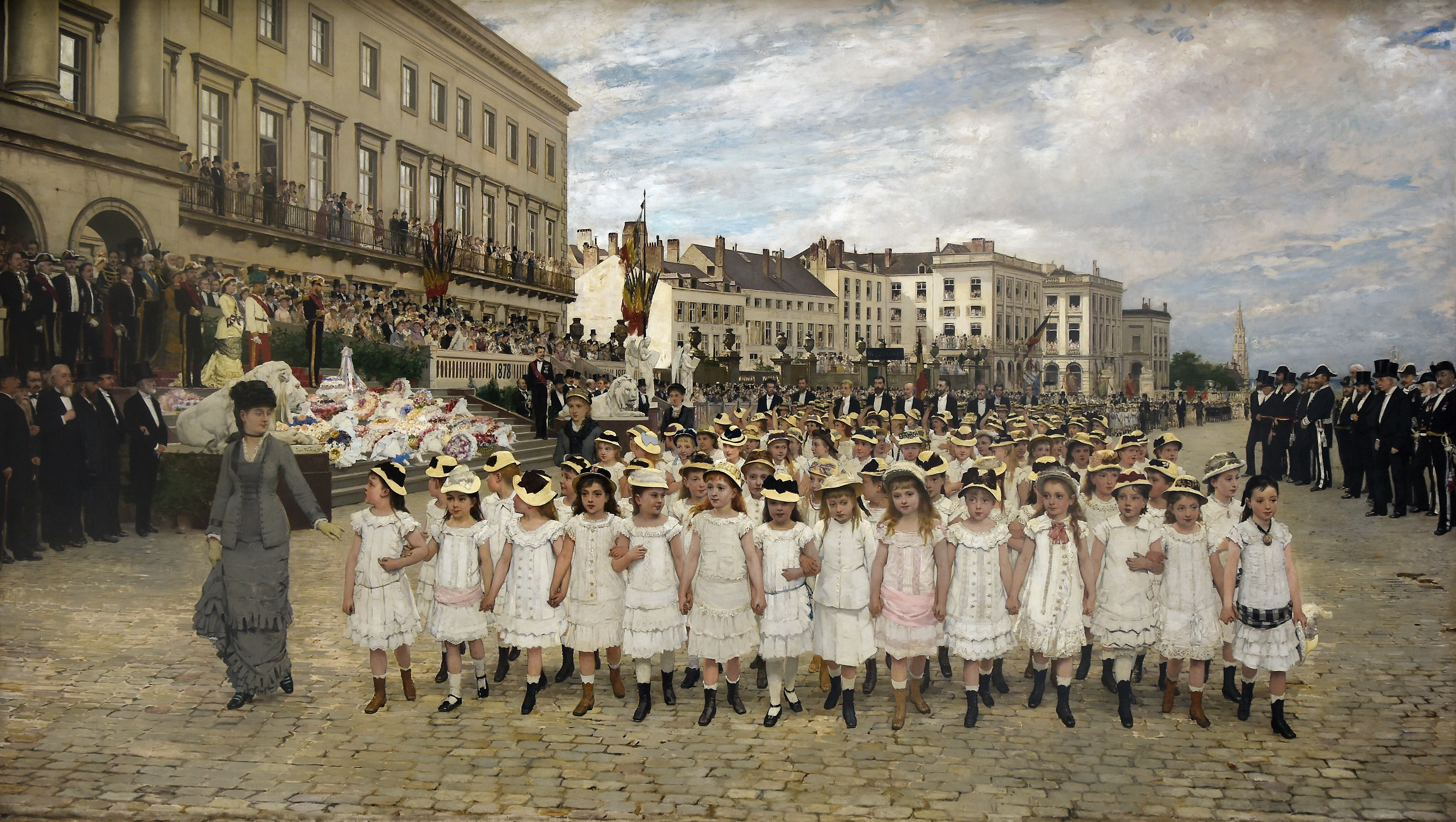
De optocht van de scholen in 1878 in het KMSKB
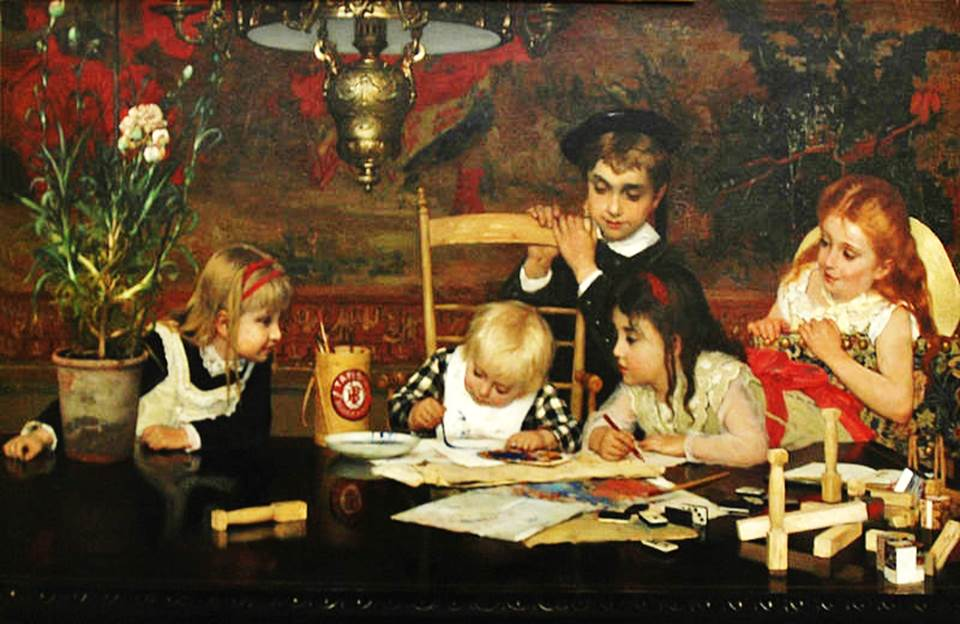
De meesterschilder (1877), in het MSK te Gent
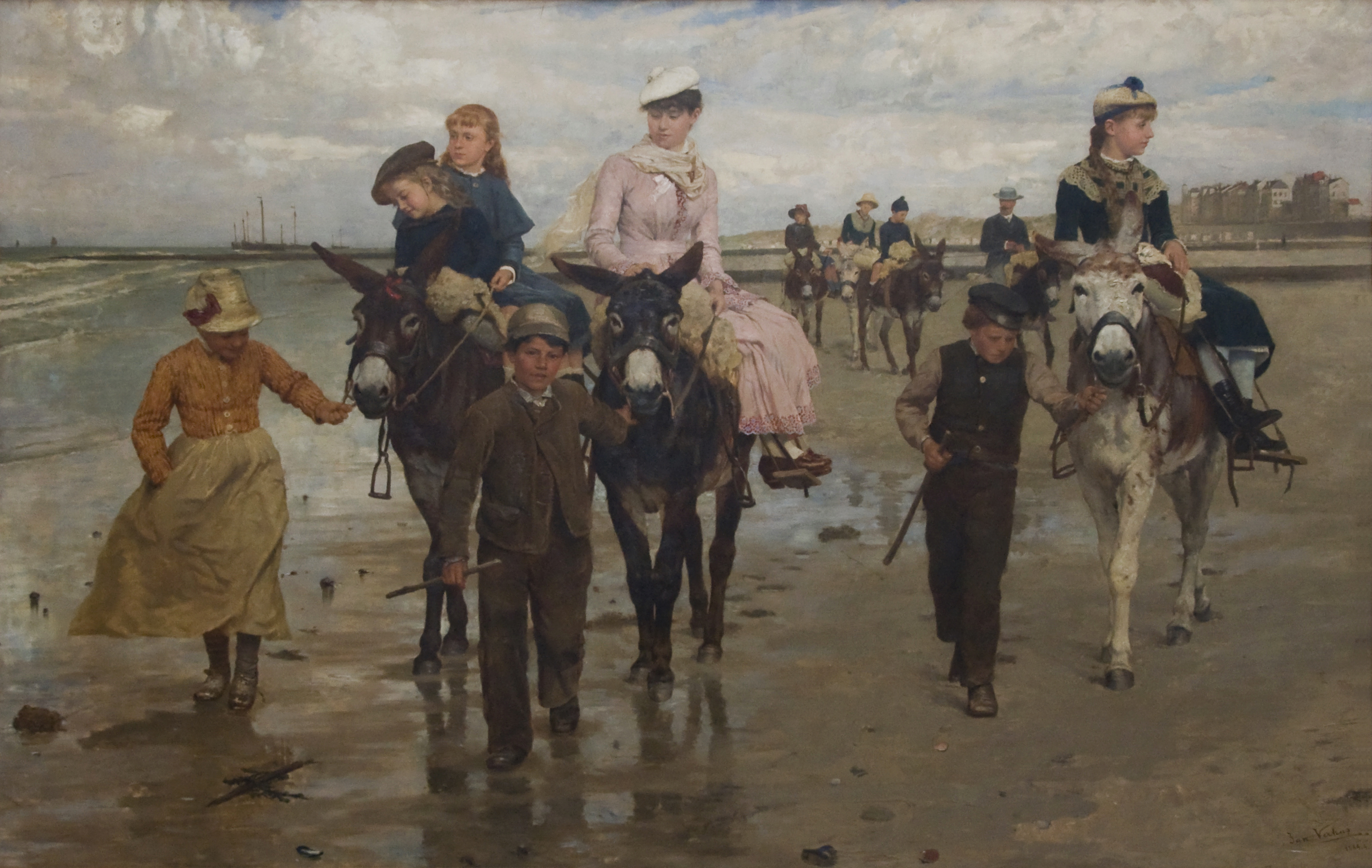
Ezelrit op het strand (1884), in het KMSKA
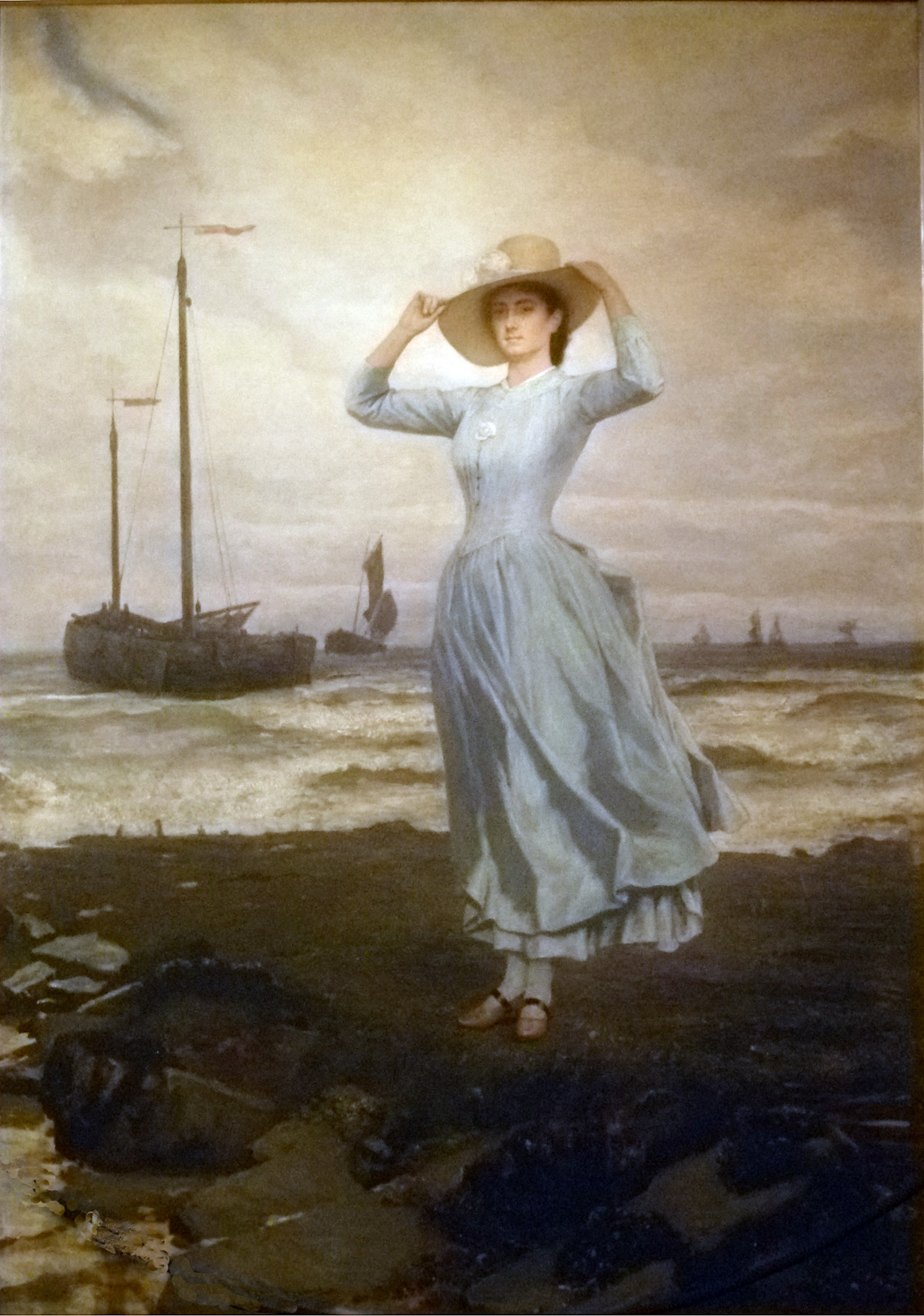
"Op de Golfbreker" (336 x 247 cm), Stadhuis van Dendermonde
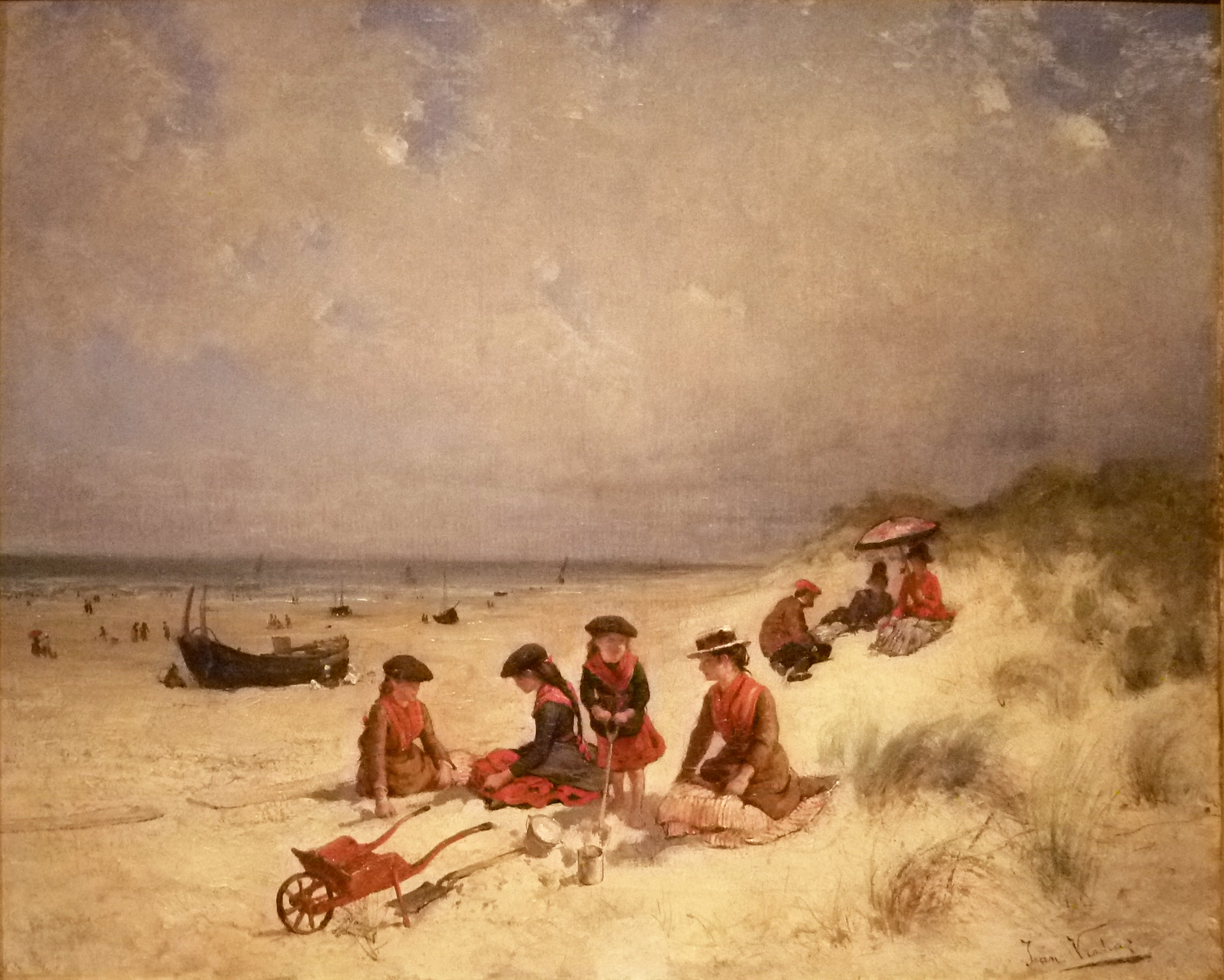
Zittend aan de duinenrand; privéverzameling
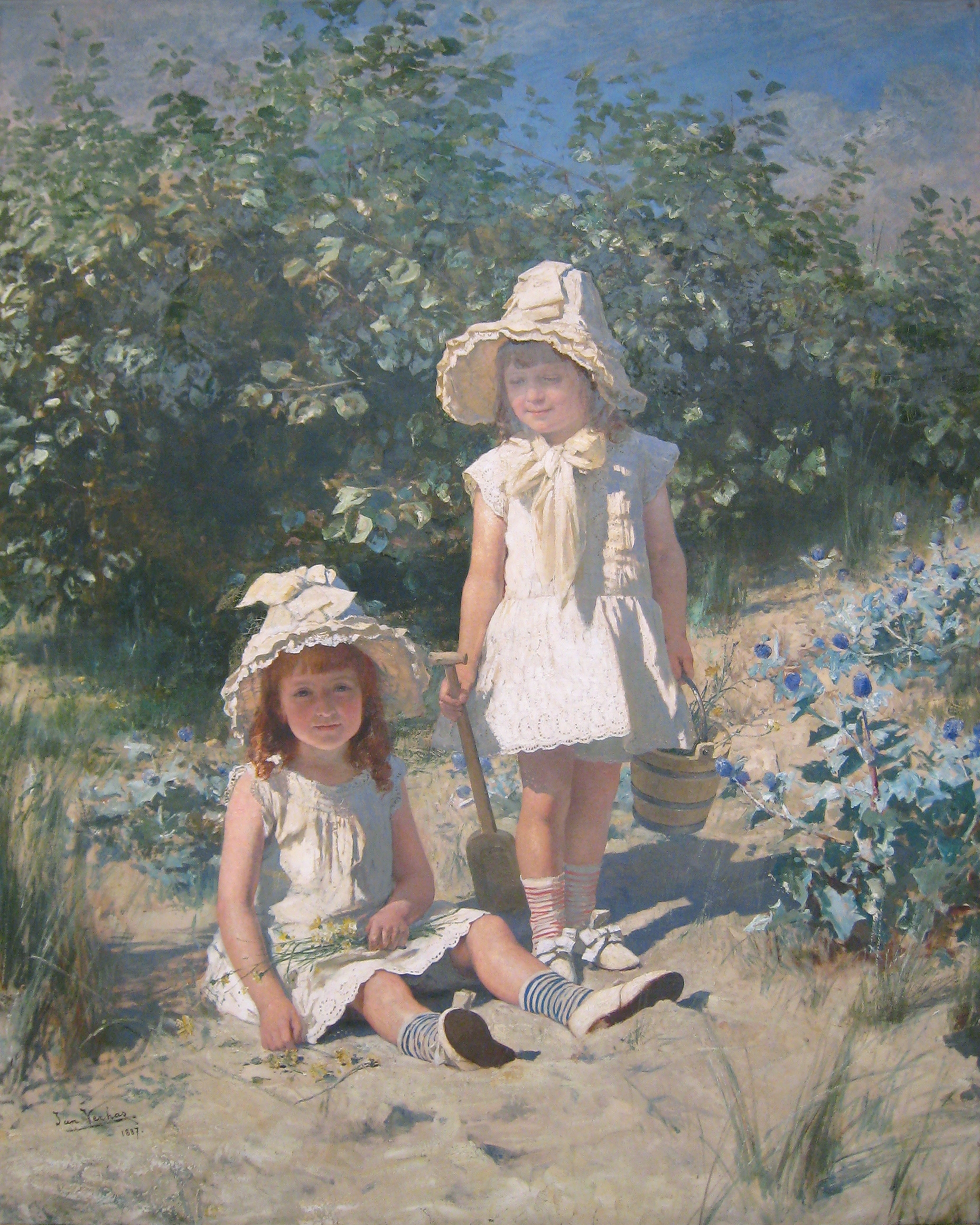
Les demoiselles van den Perre (1887) Museum van Elsene

- RKD-Nederlands Instituut voor Kunstgeschiedenis: 80281
- Union List of Artist Names: 500100214
- Virtual International Authority File: 96423039